# 文化会
| ウィキペディアには「文化会」という見出しの百科事典記事はありません（タイトルに「文化会」を含むページの一覧/「文化会」で始まるページの一覧）。 代わりにウィクショナリーのページ「文化会」が役に立つかもしれません。 |